# KCNS2
KCNS2 (англ. Potassium voltage-gated channel modifier subfamily S member 2) – білок, який кодується однойменним геном, розташованим у людей на короткому плечі 8-ї хромосоми. Довжина поліпептидного ланцюга білка становить 477 амінокислот, а молекулярна маса — 54 237.
| 10         |  | 20         |  | 30         |  | 40         |  | 50         |
| ---------- |  | ---------- |  | ---------- |  | ---------- |  | ---------- |
| MTGQSLWDVS |  | EANVEDGEIR |  | INVGGFKRRL |  | RSHTLLRFPE |  | TRLGRLLLCH |
| SREAILELCD |  | DYDDVQREFY |  | FDRNPELFPY |  | VLHFYHTGKL |  | HVMAELCVFS |
| FSQEIEYWGI |  | NEFFIDSCCS |  | YSYHGRKVEP |  | EQEKWDEQSD |  | QESTTSSFDE |
| ILAFYNDASK |  | FDGQPLGNFR |  | RQLWLALDNP |  | GYSVLSRVFS |  | ILSILVVMGS |
| IITMCLNSLP |  | DFQIPDSQGN |  | PGEDPRFEIV |  | EHFGIAWFTF |  | ELVARFAVAP |
| DFLKFFKNAL |  | NLIDLMSIVP |  | FYITLVVNLV |  | VESTPTLANL |  | GRVAQVLRLM |
| RIFRILKLAR |  | HSTGLRSLGA |  | TLKYSYKEVG |  | LLLLYLSVGI |  | SIFSVVAYTI |
| EKEENEGLAT |  | IPACWWWATV |  | SMTTVGYGDV |  | VPGTTAGKLT |  | ASACILAGIL |
| VVVLPITLIF |  | NKFSHFYRRQ |  | KQLESAMRSC |  | DFGDGMKEVP |  | SVNLRDYYAH |
| KVKSLMASLT |  | NMSRSSPSEL |  | SLNDSLR    |  |            |  |            |

A: Аланін

C: Цистеїн

D: Аспарагінова кислота

E: Глутамінова кислота

F: Фенілаланін

G: Гліцин

H: Гістидин

I: Ізолейцин

K: Лізин

L: Лейцин

M: Метіонін

N: Аспарагін

P: Пролін

Q: Глутамін

R: Аргінін

S: Серин

T: Треонін

V: Валін

W: Триптофан

Кодований геном білок за функціями належить до іонних каналів, потенціалзалежних каналів. 
Задіяний у таких біологічних процесах, як транспорт іонів, транспорт, транспорт калію. 
Білок має сайт для зв'язування з калію. 
Локалізований у клітинній мембрані, мембрані.